# Cidson Alguewi
Cidson Alguewi, de son vrai nom Nguemouro Marouf Placide, né le 13 juillet 1986 à N'Djaména, est un artiste  chanteur auteur-compositeur-interprète et arrangeur tchadien. Il est notamment le créateur d'un nouveau style musical, le saïtonic.

## Biographie
Cidson Alguewi, dit aussi « le Tigerman », né Nguemouro Marouf Placide, est un chanteur tchadien né le 13 juillet 1986 à N'Djaména. En 2009, année de l'élection de Barack Obama à la présidence des États-Unis, il choisit d'abord comme pseudonyme « Cidson Obama », une pratique courante dans le monde musical, de porter, selon les circonstances, les noms de personnalités politiques ou religieuses.
Auteur-compositeur, arrangeur et interprète, Cidson commence en gospel, puis il devient batteur de Jacky Rapon. Il crée ensuite son groupe Sahel Academy (Sahel AK2MI) en se basant sur le style saï tonique. Il a partagé la scène avec Extra Musica, Magic System, Espoir 2000, Fally Ipupa, Soum Bill, Meïway, Roga-Roga, Doudou Copa.
Son style est le saï tonic fusionnant le saï tchadien aux sonorités électro ainsi que l’afrobeat, le bazaga et la rumba congolaise.

### Armée rouge
A ne pas confondre avec l'armée mis sur pied par le pouvoir bolchevik, au Tchad ces mots désignent les fans de Cidson Alguewi.
En effet c'est à partir de 2019 que l'artiste a décidé de designer ces fans sous cette appellation à cause de leur nombre très important à travers le Tchad et l’Afrique centrale.
"Il s'agit une armée de révolution musicale et il était temps que cette dernière agisse pour l’avancer de la culture tchadienne" explique le président de l’armée rouge.

## Discographie

### Albums/EP/Singles
2006 : Maxi single Champions league                                        2009 : Album Total Contrôle
2012 : Album Air Force One
2014 : Single "Saïtonic mondiale"  
2014 : Single "Bienvenue à Babi" avec Mac Alex et Nash  
2015 : Single "Sao du Tchad"  
2016 : "Single Love me" 
2017 :  Single " Lova"  
2018 : Single "Love me Remix" feat Frédérique Ottou 
2019 : Tension
2020 : Maxi single "Tricolor"
2020 : Single "Nous sommes tchadiens"
2022 : Single "Saïtonic Lib"

## Récompenses et distinctions
En 2007, il est nommé « Espoir de l’année » au festival Sao Awards. En 2008, son titre Roméo et Juliette est distingué comme « Chanson de l’année » au festival Toumaï Music. En 2017, au festival Dari'Awards, il est proclamé « Meilleur artiste masculin de l'année ».